# Il manoscritto perduto
Il manoscritto perduto (Love Lies Bleeding) è un romanzo giallo del 1948 scritto da Edmund Crispin, il quinto appartenente alla serie con protagonista l'investigatore dilettante Gervase Fen.

## Trama
Mandare avanti una scuola è già di per sé un'impresa: ci sono da gestire centinaia di ragazzi, coordinare l'operato dei docenti, avere a che fare con i genitori, organizzare gli eventi che scandiscono l'anno scolastico...Lo sa bene il preside della scuola maschile di Castrevenford, non lontana dalla shakespeariana Stratford-upon-Avon, che si sta preparando per la cerimonia dello Speech Day. Quando quindi la signorina Parry, preside della gemella scuola femminile, gli chiede un incontro per parlare dell'agitazione di una delle sue allieve, Brenda Boyce, che sta recitando assieme ai ragazzi di Castrevenford in un allestimento dell'Enrico V, il preside pensa ad un'ennesima seccatura, e di comune accordo inizialmente lui e la signorina Perry liquidano la faccenda come legata ad una qualche cotta adolescenziale.
La faccenda cambia quando Brenda scompare senza lasciare traccia. Anzi, lascia una lettera in cui chiede di non essere cercata, ma è proprio questa ad agitare di più la signorina Parry, che in essa non riconosce lo stile della sua allieva. In più, la sera dell'agitazione di Brenda si scopre che è stato rubato del pericoloso acido solforico dal laboratorio di chimica della scuola. Che Brenda abbia assistito al furto? Ma come può questo aver provocato la sua scomparsa?
Presto però due docenti della Castrevenford, Somers e Love, tra loro molto amici, vengono trovati assassinati nello stesso lasso di tempo, il primo nella sala professori, il secondo in casa propria. E il giorno seguente, il contabile in vacanza Peter Plumstead si imbatte nel cadavere dell'anziana signora Bly, proprietaria di un cottage a poca distanza dalla scuola.
In che modo sono legate queste tre morti? C'entra forse qualcosa un misterioso manoscritto di cui la vecchia era stata vista in possesso?
Fortuna che il preside della Castrevenford ha ben pensato di chiamare come relatore allo Speech Day il suo vecchio amico Gervase Fen, professore ad Oxford e detective dilettante. Che si getta a capofitto in questo nuovo mistero, decifrandolo solo grazie ad alcuni indizi insignificanti: una stufa accesa in piena estate, un foglio di carta assorbente, un orologio da polso allacciato al rovescio....e 97 pagelle scolastiche!

## Personaggi principali
- Gervase Fen, professore e detective dilettante
- Preside della scuola maschile di Castrevenford
- Signorina Parry, preside della scuola femminile di Castrevenford
- Brenda Boyce, giovane allieva molto dotata nella recitazione
- Love, Somers, Etherege, Philpotts, Mathieson, Hargrave, docenti di Castrevenford
- Galbraith, segretario del preside
- Wells, portiere della scuola maschile di Castrevenford
- Peter Plumstead, contabile in vacanza
- Daphne Savage, giovane vicina della signora Bly
- Signora Bly, proprietaria di un cottege
- Sovrintendente Stagge
- Mr Merrythought, cane del preside

## Edizioni italiane
- Il manoscritto perduto, traduzione di Marilena Caselli, collana I classici del Giallo Mondadori n. 820, giugno 1998; n. 1163, giugno 2007.
- Il manoscritto perduto, traduzione di Marilena Caselli, in La morte fa l'appello, collana Gli speciali del Giallo Mondadori n. 106, giugno 2023.